# Гомбелл, Минна
Ми́нна Го́мбелл (англ. Minna Gombell; 28 мая 1892, Балтимор — 14 апреля 1973, Санта-Моника, Калифорния) — американская актриса театра и кино.

## Биография
Минна Мари Гомбелл родилась 28 мая 1892 года в Балтиморе (штат Мэриленд, США). Отец — Уильям Гомбел, врач, эмигрировавший из Германии в 1880 году; мать — Эмма М. Дебринг Гомбел, также немецкого происхождения.
С 1913 года девушка начала играть в театре, её театральная карьера продолжалась 17 лет. С 1929 года Гомбелл начала сниматься в кино и за 22 года появилась в 75 фильмах. В 1951 году 59-летняя актриса удалилась на покой. Амплуа — смекалистые жёстко и прямо-говорящие блондинки, хотя Гомбелл удачно удавались и прочие роли.
Минна Гомбелл скончалась 14 апреля 1973 года, не дожив полутора месяцев до своего 81-го дня рождения, в городе Санта-Моника (Калифорния). Похоронена на кладбище Лоудон Парк в родном Балтиморе.

### Личная жизнь
Минна Гомбелл была замужем трижды:
1. Говард Чешам Рамси — брак заключён 9 марта 1916 года, развод последовал в 1921 году[5].
2. Джозеф У. Сефтон-мл., «банкир-миллионер» — брак заключён в 1933 году, развод последовал в 1947 или 1954 году[5].
3. Майрон Коревал Фаган[англ.], сценарист, продюсер и кинорежиссёр — брак заключён, согласно одним источникам, после 1947 (1954) года и продолжался до смерти Фагана в 1972 году. Другие источники утверждают, что Фаган и Гомбелл не могли сочетаться браком, так как у первого в то время была жена (и сын от неё), пара (Фаган и его жена Флоренс) прожила вместе около полувека, пока она не скончалась в 1966 году[5].
Детей у актрисы ни от одного брака не было.

## Избранная фильмография
- 1931 — Плохая девчонка / Bad Girl — Эдна Дриггс
- 1932 — Что будет послезавтра[англ.] / After Tomorrow — Элси Тейлор
- 1933 — Развлекательный круиз[англ.] / Pleasure Cruise — Джуди Миллс
- 1933 — Какова цена невинности?[англ.] / What Price Innocence? — Эми Харпер
- 1933 — Беспризорники с большой дороги[англ.] / Wild Boys of the Road — тётя Кэрри
- 1933 — Шумиха / Hoop-La — Кэрри
- 1934 — Путешествие через всю страну[англ.] / Cross Country Cruise — Нита Борден
- 1934 — Дипломированная медсестра[англ.] / Registered Nurse — Бола Шлосс, медсестра
- 1934 — Тонкий человек / The Thin Man — Мими Уайнант Джоргенсон
- 1934 — Весёлая вдова / The Merry Widow — Марсель
- 1935 — Мисс Тихоокеанский флот[англ.] / Miss Pacific Fleet — Сэди Фрейтаг
- 1936 — Банджо на моём колене[англ.] / Banjo on My Knee — Руби
- 1937 — Уступи место завтрашнему дню / Make Way for Tomorrow — Нелли Чейз
- 1938 — Болваны[англ.] / Block-Heads — миссис Харди
- 1938 — Большой вальс / The Great Waltz — миссис Хофбауэр
- 1938 — Комета над Бродвеем[англ.] / Comet Over Broadway — Тим Адамс
- 1938 — Достижение успеха[англ.] / Going Places — Кора Уитеринг
- 1939 — Вторая скрипка[англ.] / Second Fiddle — Дженни
- 1939 — Горбун из Нотр-Дама / The Hunchback of Notre Dame — Королева попрошаек
- 1940 — Шумный город[англ.] / Boom Town — Испанская Ева
- 1941 — Высокая Сьерра / High Sierra — миссис Бофмэм
- 1944 — Джонни здесь больше не живёт[англ.] / Johnny Doesn't Live Here Any More — миссис Коллинс
- 1944 — Судьба[англ.] / Destiny — Мари
- 1946 — Лучшие годы нашей жизни / The Best Years of Our Lives — миссис Пэрриш
- 1948 — Змеиная яма / The Snake Pit — мисс Харт
- 1950 — Языческая любовная песнь[англ.] / Pagan Love Song — Кейт Беннетт
- 1951 — Жених возвращается / Here Comes the Groom — миссис Годфри
- 1951 — Я увижу тебя в моих снах[англ.] / I'll See You in My Dreams — миссис ЛеБой

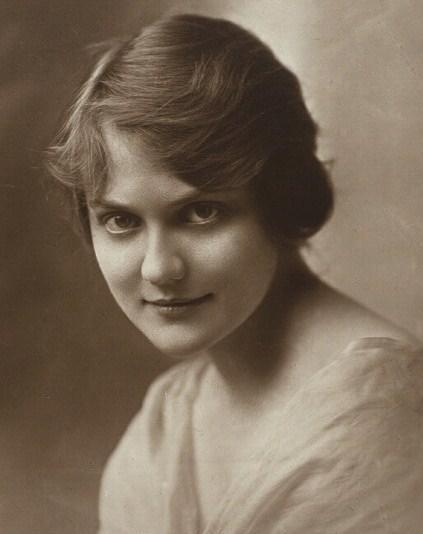
Фото ок. 1920 г.
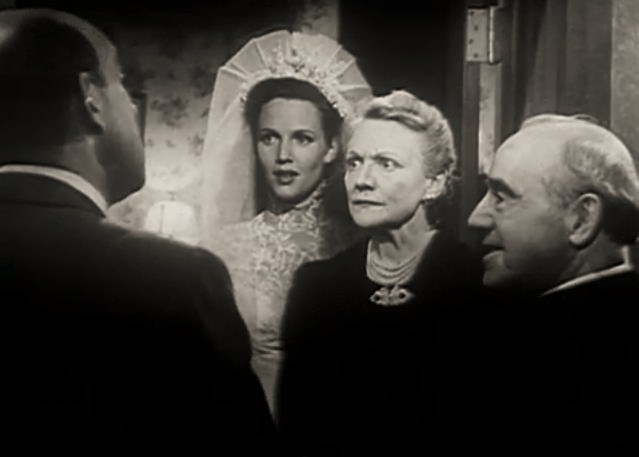
Слева направо: Нестор Пайва (стоит спиной), Барбара Бриттон, Минна Гомбелл и Фрэнсис Пирлот в фильме «Мистер безрассудность» (1948).